# 剛果民主共和國貧窮問題
在剛果民主共和國，貧困現象普遍存在且難以控制。儘管剛果民主共和國是非洲第二大國，面積約為230萬平方公里（890,000平方英里），擁有豐富的自然資源，但它仍是世界上第二最貧窮的國家。年平均收入僅為785美元。2016年，聯合國人類發展指數（HDI）將剛果民主共和國列為188個國家中第176，屬最不發達國家，人類發展指數為0.435。

## 原因
剛果民主共和國政府一直遭到一群由政治菁英、商人與軍事將領組成的團體把持或架空，他們與國際的大銀行家、軍火商、各國政府等都有密切往來，他們從國庫中強取豪奪，殘忍地榨取本國的天然資源，並將所有可能的國家財富收歸自己的口袋，此外，因種族間關係不穩定與前西方列強劃定的人為國界撕裂各族與製造各族衝突也是原因，而各列強前仆後繼製造的代理人衝突，企圖謀取剛民的地理天然資源或政治利益也是衝突原因之一，當然歷史戰爭傷痕與不成熟的民主制度與強人政治陰霾也是原因。

## 穩定
在1990年代最近爆發的內戰之前，剛果民主共和國已非常貧窮。根據聯合國非洲經濟委員會的數據，雖然只有很少數據，但它得出的結論是，“衝突導致大多數省份的生活水平下降”。戰爭中的家庭 - 每個人的日常開支花費比和平地區的花費少，這表明戰爭對他們的經濟狀況產生了負面影響。

## 疾病
疾病是剛果民主共和國貧困的另一個主要原因。霍亂，甲型肝炎，瘧疾，脊髓灰質炎，麻疹和傷寒等主要疾病繼續猖獗。1.2％的剛果人受到艾滋病毒/艾滋病的影響。在剛果民主共和國，瘧疾是疾病和死亡率的主要原因。剛果民主共和國在全世界報告的瘧疾病例數量排名第二。兒童特別容易感染瘧疾，這種疾病導致19％的5歲以下兒童死亡。結核病是導致死亡的另一個主要原因。傳染病使剛果人的預期壽命縮短至48歲，而七分之一的兒童在五歲前死亡。

## 飢餓
根據糧食安全門戶網站，近70％的剛果民主共和國人口幾乎沒有獲得足夠的糧食供應，導致每四個孩子中就有一個營養不良。在依賴採礦業和飽受戰爭蹂躪的省份，兒童營養不良現象尤其嚴重。造成糧食短缺的主要原因是人口流離失所土地無人耕作。由於持續的暴力行為，聯合國估計剛果民主共和國約有230萬人流離失所。採礦省份的衝突擾亂了耕作活動，導致300萬人面臨飢餓風險。

## 水源
缺水在嚴重的糧食短缺中也發揮著不可或缺的作用。農村地區缺乏基礎設施以及戰鬥造成的基礎設施崩潰，使剛果人無法獲得清潔水源。剛果民主共和國擁有非洲一半以上的水資源，但在2011年，四分之三的人口無法獲得安全的飲用水。